# 환세취호전
《환세취호전》(幻世酔虎伝)은 일본의 게임 회사 컴파일이 1997년에 발표한 게임이다. 당시 최고의 인기를 누린 몇 안 되는 게임이다.

## 줄거리
암각권 도장의 총통은 어느 날, 마수를 봉인하고 자신의 힘을 키우기 위해 유적의 비밀 공간에서 마수를 가까스로 봉인하였지만, 마수의 혼령이 그의 몸에 들어가 그를 미치게 한다. 결국 그는 괴로움에서 벗어나기 위해, 자신에 맞는 강력한 무기를 찾아달라고 부하인 치호와 텐호 등으로 하여금 무기를 찾아오게 한다. 그리고 자신은 정신이 혼미해서 권법가인 린샹을 수련시킬 수 없으니 부하인 론으로 하여금 그녀를 전설적인 무술 수련장인 호랑이 동굴로 보내 수련시키라고 명령한다. 명령을 받은 론은 린샹을 찾아가 같이 호랑이 동굴로 가서 수련할 것을 제의했지만, 평소에 론을 싫어했던 린샹은 혼자 멀리 떠나버리고 말았다.
한편 맹호권 도장의 권법가인 아타호는 자신의 조상을 모시고 있는 선산에서 거주하고 있었다가, 갑자기 찾아온 맹호권 도장의 밀사를 만난다. 밀서의 내용은 곧 열릴 무투대회에 참가하는 신청서와, 맹호권 도장의 권법가들이 암각권 도장의 자객들에게 피해를 보고 있다는 내용이었다. 하지만 그 밀사는 무기를 찾으려 하는 암각권 도장의 권법가를 만나서 치호의 맹공격에 중상을 입고 말았다. 다행히 화를 면한 아타호는 위기감을 느끼는 한편 그 밀사를 자신의 동굴에 데려와 쉬게 했다. 아타호 자신은 몸과 마음을 수련하려는 한편, 맹호권 도장을 위기에서 구하기 위해 정처없이 여행을 떠난다.
열차를 타고 해변 마을에 도착하여 허기를 느낀 아타호는 먹기 대회에 참가하기로 결정했다. 우연히 먹기 대회에서 1등을 차지하여 어마어마한 상금을 얻었고, 마음 편하게 마시기 대회도 구경하려는 찰나, 우연히 자신의 후배이자 마법사인 페톰을 만난다. 그녀와 만나 술과 고기를 푸짐하게 먹지만, 그녀는 갑작스럽게 자신의 황국을 다스리는 대천후의 부름으로 갑자기 사라지고, 결국 아타호는 먹기 대회에서 우승한 상금을 술집에 전부 내놓을 수 밖에 없었다. 아무튼 아타호는 배를 채우고 다시 죽림 마을로 향하는 과정에서, 뜻밖에 자신의 또다른 후배이자 검사인 스마슈를 만난다. 그는 선박을 타고 해변 마을로 가려는 도중 바닷가에서 갑자기 폭풍우를 만나 모래사장에 쓰러져 있었으며, 아타호는 재빨리 그를 업고 병원에 데려다 주고 다시 호랑이 마을로 향한다.
다행히 맹호권 도장은 안전하였으며, 그의 선배인 맹호권 도장의 사범을 만나 위급한 소식을 듣고, 호랑이 동굴에서 수련을 받으라고 명령을 받았다. 결국 고심 끝에 아타호는 그 명령을 받아들였으며, 정처없이 호랑이 동굴로 향한다. 어떤 마을에서 잠시 쉬어가느 도중 그 과정에서 암각권 도장의 권법가인 린샹을 만나고, 린샹을 협박하려는 암각권 도장의 자객들인 치호를 무찔러 린샹을 위기에서 구해내었다. 처음에 린샹은 아타호를 싫어했지만 점차 아타호를 좋아하게 되었다. 결국 아타호와 린샹은 의기투합하여 같이 호랑이 동굴을 찾아가기로 결정했고, 우여곡절 끝에 같이 호랑이 동굴을 찾는데 성공하였다. 아타호와 린샹은 주작권 도장과 창룡권 도장과 현무권 도장 등 모든 도장들을 다녀봤지만, 자신에 맞는 수련을 할 수 없다고 한탄하였다. 그 때 마지막으로 백호권 도장을 발견했고 지푸라기라도 잡는 심정으로 백호권 도장의 사범을 만난다. 그 곳에서 또다른 수련을 배우고 아타호와 린샹은 자신에 걸맞은 기술들을 익히지만, 갑작스런 백호권 도장의 사범의 속임수로 백호권 도장의 사범의 방 아래에 있는 진∙호혈 던전 입구로 떨어진다. 사실 진∙호혈 던전이 진짜 호랑이 동굴이었던 것이다.
한편 해변 마을의 병원에 입원하다 몸이 다 나은 스마슈는, 퇴원을 준비하려고 병원 밖으로 나간다. 그러나 그 곳에서 또다른 맹호권 도장의 어떤 권법가를 만난다. 사실 놀랍게도 아타호의 거처로 찾아온 그 권사는, 아타호의 실정을 알기 위해 암각권 도장에서 내보냈던 텐호라는 자객이었다. 텐호는 맹호권 도장의 권법가로 변장했기 때문에, 억울하게도 자신과 같은 편인 치호에게 얻어맞았던 것이다. 그리고 지금 병원에 있는 이 권법가는, 아타호의 거처로 가던 도중 암각권 도장의 자객에게 피습당하여 아타호의 거처로 찾아가지 못했던 것이다.
다행히 스마슈는 그 권법가로부터 많은 정보를 입수하여 호랑이 동굴로 간다. 어렵게 호랑이 동굴을 찾아 들어가던 도중, 호랑이 동굴의 뒷산인 상자 비슷한 어떤 던전 입구를 지키고 있던 근육맨 2명 중, 한 명이 오한증을 앓고 있어 경계 근무를 제대로 하지 못했다. 결국 그 근육맨들은 스마슈에게 뒷일을 부탁하라고 하고 사라져버렸다. 호기심에 가득 찬 스마슈는 그 곳 안으로 들어가지만, 갑작스럽게 문이 닫히고 그는 진∙호혈 던전 입구에 있던 한 시험관을 만나 시험관의 도움을 받아서 아타호와 린샹을 만난다. 그리고 스마슈는 아타호에게 이곳이 진짜 호랑이 동굴이라면서 지하 밑에 있는 인정서를 찾아야, 이 곳을 탈출할 수 있다고 자신있게 말한다.
그리고 아타호와 린샹과 스마슈는 오랜 수련 과정 끝에 드디어 인정서를 얻는다. 그 인정서를 들고 나가 다시 백호권 도장을 찾는다. 린샹은 백호권 도장의 사범에게 우리들한테 장난할 것이 없어서 이런 장난을 쳤냐고 항의했지만, 사범은 그 대신 자네들의 몸이 수련되지 않았냐며 반박한다. 그리고 아타호는 사범으로부터 많은 선물을 받고, 맹호권 도장으로 다시 출발하기 위해서 산길을 가는 도중, 암각권 도장의 자객들과 맞서게 되었다. 또다시 치호 일행과도 크게 싸워 큰 승리를 거두었고, 치호는 아타호 일행에게 두고보자면서 사라져버렸다. 그런데 유독 린샹의 표정이 좋지 않아보였고, 아타호는 혹시나 해서 린샹에게 저들과 아는 사이라고 물었다. 하지만 린샹은 대답하기를 싫어했고, 결국 아타호는 없었던 일로 하자며 아무렇지 않게 다시 해변 마을로 향했다.
그런데 그 과정에서 스마슈는 배가 아프다며 화장실로 가 버렸고, 해변 마을 앞에 있는 바다에서 어떤 아이가 수영을 하다가 폭풍우에 휩쓸려갈 뻔한 아찔한 상황이 찾아왔다. 아타호는 저것을 보고 재빨리 그 아이를 구해내는 데 성공했으나, 자신의 왼쪽 눈을 크게 다치는 바람에 병원에 입원할 수 밖에 없었다. 이 때 린샹은 아타호를 보고 자신의 옛날 일을 생각해내기 시작하는데. 사실 린샹도 해변 마을에서 수영을 하다 폭풍우를 만나서 휩쓸려갈 뻔했었다. 그 때 다행히 어떤 호랑이 권사들이 저것을 보고 린샹을 구해내려고 했고, 린샹을 구한 어떤 호랑이 권사가 아타호인 것을 알아챘다. 하지만 치료를 무사히 받고 의식을 되찾은 아타호는 그 이야기를 듣자마자, 자신은 그런 일이 전혀 없었다며 시치미를 떼었다. 린샹은 그런 아타호를 존경했으나, 정작 아타호는 그런 일이 기억에 나지 않는다며 강하게 반박했다.
아무튼 아타호와 린샹은 병원 앞에서 다시 스마슈를 만나, 해변 마을을 떠나서 죽림 마을로 들어가 맹호권 도장을 찾는다. 드디어 아타호는 맹호권 도장의 사범과 다시 만나서 무투대회에 대한 설명을 듣고 무투대회에 대한 연습을 한다. 비록 준비하는 기간은 짧았지만, 아타호는 호랑이 동굴에서 제대로 수련을 받았기 때문에 문제없이 잘 해내었고, 아타호를 비롯한 다른 맹호권 도장의 권법가들의 무술 실력도 많이 늘었기 때문에 걱정할 필요는 없었다. 마침내 대망의 무투대회가 시작되었고, 첫 번째 상대는 최초류 도장과의 결투였다. 16강이었던지 상대는 매우 쉬웠었고 무려 5:0이라는 완승을 거두었다. 그리고 맹호권 도장은 8강에 진출하여 두 번째 상대인 귀갑권 도장과의 결투를 치른다. 귀갑권 도장은 방어 위주로 강력히 수련을 한 탓에 처음에는 다소 버거웠으나, 아타호는 귀갑권 도장의 약점인 던지기 공격을 이용하여 맹호권 도장이 4:1로 승리를 거두는 데 일조하였다.
파죽지세로 맹호권 도장은 4강인 준결승에 진출하였고, 세 번째 상대인 비룡권 도장과 결투를 치르게 된다. 비룡권 도장은 비록 맹호권 도장이나 암각권 도장만큼 유명하지는 않았으나, 그래도 공격 위주로 강력히 수련을 하여 나름 유명한 도장으로 자리잡은 명문 도장이었다. 역시 비룡권 도장은 맹호권 도장과의 결투에서도 강력하게 밀어붙여 맹호권 도장이 결승에 진출하지 못하도록 했으나, 아타호는 차분히 긴장하지 않고 비룡권 도장의 약점을 알아내어 비룡권 도장의 권법가가 자신에게 큰 공격을 가할 때를 꾹 참아내면서 비룡권 도장의 권법가가 빈 틈이 생겼을 때, 그 때를 놓치지 않고 완벽히 제압해 버렸다. 마침내 3:2로 맹호권 도장은 눈물겨운 역전승을 하였고, 이제 결승전 준비에 착수해나간다.
마침내 맹호권 도장의 권법가들은 암각권 도장의 권법가들과 승부를 벌인다. 이름대로 유감없이 실력을 발휘하는 암각권 도장의 기세에 맹호권 도장은 밀리기 시작했다. 하지만 무투대회에 출전한 암각권 도장의 권법가들의 수가 2명이 모자라 부전승을 거두기도 하였고, 마침내 아타호는 암각권 도장의 권법가인 론과 상대를 하게 된다. 가까스로 아타호는 론을 이기고 2:2 동점 상황을 만드는 데 성공했고, 더구나 대장전에서 암각권 도장의 총통이 나타나지 않아 맹호권 도장이 이번 무투대회에서 가볍게 우승할 상황에 놓여졌다.
그런데 갑자기 암각권 도장의 총통이 때를 맞춰 나타나고 맹호권 도장의 사범과 겨루기를 하려고 한다. 맹호권 도장의 사범은 암각권 도장의 총통을 보고 뭔가 심상치 않은 기운을 가지고 있음을 알아챘다. 그러나 이에 굴하지 않고 맹호권 도장의 사범은 화려한 기술인 비기∙맹호광파참을 연속으로 발사했다. 하지만 암각권 도장의 총통은 그 기술을 모조리 막아내며, 마침내 최대의 궁극 기술인 장궁 기술을 맹호권 도장의 사범에게 시전하였다. 결국 맹호권 도장의 사범은 그 기술을 제대로 맞고 쓰러진다. 그런데 사실 장궁 기술은 암각권 도장의 총통의 진짜 기술이 아니었다. 그 기술은 암각권 도장의 총통이 유적의 비밀 공간에서 마수를 봉인하던 도중, 마수의 사악한 영혼이 암각권 도장의 총통의 몸에 빨려들어가, 암각권 도장의 총통의 정신을 혼미하게 하여 그런 사악한 기술을 쓰게 하였던 것이다.
무투대회에서 준우승을 차지한 맹호권 도장은 분위기가 침통해졌다. 그러나 아타호와 스마슈는 맹호권 도장의 사범의 명령을 받았고, 주최자를 찾아가 서류를 갖다달라는 명령을 받는다. 아타호 일행은 주최자를 여관에서 만나 서류를 제출하였고, 그 주최자로부터 많은 정보를 듣고 갑자기 사라져버린 린샹을 찾으러 가던 도중, 린샹이 암각권 도장의 권법가였다는 것을 알게 되었다. 아타호는 이를 듣고 충격에 빠지며, 결국 이들 뒤를 추격하기로 결심했다. 하지만 저번에 만났던 치호 일행이 아타호와 스마슈를 가로막았고, 아타호 일행은 급한대로 치호 일행을 크게 무찔렀고, 다시 암각권 도장으로 정처없이 길을 떠난다. 아타호 일행이 암각권 도장에 도착하건 말건 신경쓸 겨를이 없었던 암각권 도장의 총통은, 부하들에게 자신이 이번 무투대회에서 사용했던 장궁 기술이 결국 자신의 진짜 기술이 아닌 마수의 기술이었음을 밝히고, 자신이 더러운 짓을 해서라도 마의 계곡으로 출동하여 그 마수를 없애기로 결정을 내렸다. 대부분의 부하들은 뒤를 따랐으나, 린샹만 암각권 도장에 남기로 결심했다.
암각권 도장에 간신히 도착하여 린샹을 만났지만, 린샹은 자신이 암각권 도장의 권법가인 것을 밝혔고 아타호와 스마슈를 경계하였다. 가까스로 아타호와 스마슈는 그녀를 제대로 설득하는 데 성공했고, 암각권 도장에서 자신들에게 맞는 무기를 얻고 인도의 날개를 이용하여 곧바로 마의 계곡에 도착한다. 마의 계곡에 도착한 아타호 일행은 바로 암각권 도장의 총통을 찾기 시작했다. 그러나 아타호 일행이 마의 계곡 한복판에서 쓰러져 있는 론을 발견했고, 론으로부터 결국 마수가 암각권 도장의 총통의 정신세계를 지배하고, 자신을 포함한 암각권 도장의 총통의 부하들을 묵사발로 만들어 버린 것을 말했다. 그 뒤를 따라온 아타호 일행은 치호와 핀푸와 탕으로부터 정보를 입수받고, 드디어 암각권 도장의 총통과 그 옆에 있는 주최자를 만났다.
암각권 도장의 총통의 정신세계를 완전히 지배해버린 마수는, 주최자에게도 거리낌없이 장궁 기술을 사용했고, 완전히 마수에 의해 미쳐버린 암각권 도장의 총통을 구하기 위해서 아타호 일행은 힘을 합쳐 암각권 도장의 총통을 제압하였다. 그리고 그의 정신세계를 지배한 마수는 주최자에 의해 봉인되려고 할 뻔했지만, 주최자의 힘이 약했던 탓인지 제대로 봉인이 되지 않았고 오히려 마수의 힘이 더욱 커져버렸다. 이에 아타호 일행은 다시 힘을 합쳐 사악한 마수를 무찌르는 데 성공했고, 주최자를 위기에서 구해내었다.
그리고 주최자는 아타호 일행에게 감사하다는 인사를 하면서 자신을 소개했는데 꽤 충격적인 사실이 밝혀진다. 사실 주최자는 백호였으며, 그녀는 봉인에서 해제된 마수를 없애기 위해 여행을 하던 도중, 무투대회를 열기로 결심했다. 무투대회 과정에서 결승전 때 암각권 도장의 총통의 장궁 기술을 보고, 결국 마수가 암각권 도장의 총통의 정신세계를 지배하였다는 것을 알아챘다. 그래서 암각권 도장의 총통의 뒤를 따라가 마의 계곡에 도착하여 아타호 일행의 도움으로 마수를 봉인할 수 있었던 것이었다.
그리고 백호는 자신의 거처인 진∙호혈 던전으로 사라지고, 의식을 되찾은 암각권 도장의 총통은 아타호와 린샹과 스마슈에게 미안하다는 말을 하며, 자신의 부하들을 만나 상처를 치료하기 위해서 암각권 도장으로 가 버렸다. 그 전에 암각권 도장의 총통은 린샹에게 아타호와 스마슈를 잘 이끌고 자신의 도장으로 오라고 했다. 왜냐하면 자신을 위기에서 구한 것에 대해 보답하기 위해서였다. 그리고 아타호 일행이 암각권 도장에 도착하여 축제를 열고, 다음 날 암각권 도장의 총통은 도장을 운영할 면목이 없다면서 해산을 결정하고, 아타호와 린샹과 스마슈도 뿔뿔이 흩어진다.

## 등장인물

### 아타호
맹호권 도장 소속의 호랑이 권법가이다. 맨주먹 혹은 술을 무기로 사용한다. 참고로 술을 사용하게 될 경우 각 술에 따라 고유의 권법을 사용할 수 있으나, 술을 많이 마셔 만취 상태가 되면 공격권을 상실하는 상황에 처할 수 있다.

#### 기술
- 정권

#### 무기
- 맨주먹 =
- 술 = 5장에서 백호권 사범에게서 동작수련을 끝내면 받을 수 있다.
- 노주 = 5장에서 지하 수련장의 상인에게서 750G를 주고 살 수 있다.
- 특급주 = 6장에서 해변 마을의 술집에서 1000G를 주고 살 수 있다.
- 화주 = 6장에서 호랑이 마을에 있는 아타호의 집에 들어간 후 항아리에 접근하면 얻을 수 있다.
- 명주 귀신살 = 아타호의 최강의 술이자 최강의 무기. 7장 최강 맹호 전설에서 암각권 죽림이나 마의 계곡의 행상인한테서 3000G를 주고 살 수 있다.

#### 방어구
- 인민복 = 아타호의 기본 방어구.
- 권법가 도복 = 5장에서 호랑이 동굴 바깥 상점에서 500G를 주고 사거나, 아니면 진 호혈 던전에서 750G를 주고 산다.
- 달인의 도복 = 5장에서 지하 수련장에서 백호의 시련을 조사하다 보면 온 상자가 다 열려 있는데, 백호의 시련을 받는 곳에서 열리지 않은 한 상자만이 있다. 그 상자를 화령석으로 열면 얻을 수 있다.

- 호랑이 투의 = 맹호권 가문의 방어구. 3장에서 텐호가 가져간 물건 중의 하나. 6장에서 호랑이 마을로 가는 도중 해변마을의 술집에서 텐호한테 말을 걸거나, 호랑이 마을 앞의 죽림에서 론과 텐호의 대화가 끝나고 얻을 수 있다.
- 나찰의 도복 = 6장에서 유적 지하 5층에 마수를 풀어주고 상자를 다시 살피면 얻을 수 있다. 적의 마법공격을 잘 막아주지만 획득 경험치는 반감된다.
- 백호의 도복 = 7장에서 폭호를 봉인하고 대회주최자(백호)가 정체를 드러낸 이후에 대화를 하다 보면 받을 수 있다. 아타호의 최강의 방어구.

### 린샹
암각권 도장 소속의 고양이 권법가이다. 손톱 혹은 발톱을 무기로 사용한다.

#### 기술
- 손톱공격

#### 무기
- 고양이발톱 = 기본적인 무기이다.
- 곰발톱 = 5장에서 호랑이 동굴 바깥 상점에서 500G를 주고 사거나, 아니면 진 호혈 던전에서 750G를 주고 산다.
- 빙마조 = 창룡의 시련을 받고 중간 상자를 지령석으로 부순다. 절대 화령석으로는 금도 안간다.
- 표범의 발톱 = 유적지하 4층(보물상자더미)에서 구한다.
- 팬톰크로우 = 유적지하 2층에 있는 해골이 내는 문제를 단 한번에 맞히면(3층에 스위치를 누른 후 들어간다) 스마슈의 전체기술 인법·분신술과 함께 얻을 수 있다.
- 호랑이발톱 = 3장에서 텐호가 가져간 물건 중의 하나. 엔딩때 아타호에게 돌려준다.

#### 방어구
- 드레스 = 기본적인 린샹의 방어구이다.
- 프리티드레스 = 호랑이동굴 상점에서 구한다.
- 쿵푸드레스 = 호랑이동굴 인정서를 얻기 바로전에 그 근처에 있는 어두운 비밀통로에서 구한다.
- 배틀드레스 = 유적지하 4층에서 구한다.(보물더미안에서.)
- 데몬드레스 = 흉조의 봉인을 푼뒤 상자속에서 얻는다.
- 퀸드레스 = 암각권 도장에서 구한다.(상자 더미에서 구할 수 있다.) 유일하게 얻기 쉽다.

### 스마슈
환세희담에서 주인공이었던 개 검사이다. 칼을 무기로 사용한다.

#### 기술
- 베기
- 찌르기

#### 무기
- 닌자도 = 스마슈의 기본적인 무기
- 청룡도 = 해변마을에서 500G에 구입하거나(병원에서 외출 후), 진 호혈 던전에서 750G에 구입한다.
- 불타는 마검 = 주작의 시련을 받고 중간상자를 수령석으로 연다.
- 그레이트소드 = 6장 때 해변 마을상점에서 구한다. 6장때 유적에서 구한다.
- 나찰의 흉인 = (진 호혈 던전에서)부적을 얻은 뒤 6장때 유적에서 봉인을 푼다. 단, 획득 경험치는 반감된다.
- 마인아수라 = 7장때 치호(빨간띠)패거리중 갸날프게 생긴 녀석(탕)이 준다. 두번 이상 말걸어보자. 환세시리즈 사상 최강의 무기인것 같은 느낌이 든다. HP를 회복 가능한 기술인 신격방어가 있다.

#### 방어구
- 스마슈타이츠 = 스마슈의 기본적인 방어구이다.
- 가죽 갑옷 = 해변마을에서 500G에 구입하거나, 진 호혈 던전에서 750G에 구입한다.
- 흑장속 = 진 호혈 던전에서 인정서를 얻고 나가면 권법가 4명이 덤벼든다. 이 녀석들을 이기고 백호의 시련으로 다시 가보자. 그러면 그곳에는 이 4명을 다시 만나게 된다. 이 녀석들중 한명에게 말을 걸면 풍령석을 얻고 난 후 현무의 시련에 있는 중간상자를 열어서 얻는다.
- 철편 갑옷 = 해변마을 상점에서 얻는다. 아니면 유적지하 4층에서 얻던가.
- 어설트슈트 = 유적지하 4층에는 많은 상자가 있다. 그 중 하나에는 황금돼지의 두루마리가 있는데 그것을 갖고 유적 계단 입구근처에 있는 다리오스라는 녀석에게 갖다주면 어설트슈트를 주고 다리오스는 사라진다.
- 투신의 갑옷 = 위에 무기에서 말한 치호 패거리중 뚱뚱한 녀석(핀푸)에게서 얻는다.